# Zoungou (departamento)
Zoungou é um departamento ou comuna da província de Ganzourgou no Burkina Faso. A sua capital é a cidade de Zoungou.
Em 1 de julho de 2018 tinha uma população estimada em 41212 habitantes.